# Régiment de Monsieur
Pour les articles homonymes, voir Régiment de Monsieur (homonymie).
Le régiment de Monsieur est un régiment d’infanterie du royaume de France créé en 1674 sous le nom de régiment de Grignan, devenu sous la Révolution le 75e régiment d'infanterie de ligne.

## Création et différentes dénominations
- 4 décembre 1674 : création du régiment de Grignan
- 15 juin 1684 : renommé régiment de Provence, au nom de cette province
- 1749 : renforcé par incorporation du régiment de Ponthieu
- 12 novembre 1770 : renommé régiment du Comte de Provence
- 2 mai 1774 : renommé régiment de Monsieur
- 1er janvier 1791 : renommé 75e régiment d'infanterie de ligne
- 13 novembre 1793 : le 1er bataillon est amalgamé dans la 139e demi-brigade de première formation
- 28 juin 1794 : le 2e bataillon est amalgamé dans la 140e demi-brigade de première formation

Le régiment est levé par François Adhémar de Monteil de Grignan, lieutenant-général du roi en Provence ; il doit ses deux derniers noms sous l'Ancien Régime à son propriétaire nominal, le comte de Provence Louis Stanislas Xavier de France, futur Louis XVIII, petit-fils de Louis XV, qui prend le titre de « Monsieur », comme frère du roi, à l'avènement de son frère aîné Louis XVI en 1774. Le régiment n'a cependant vu le prince qu'une seule fois, en grand uniforme de colonel, lors d'un passage à Fontainebleau en 1771.

## Colonels et mestres de camp
- 4 décembre 1674 : François Adhémar de Monteil, comte de Grignan
- 15 juin 1684 : N. Lenglé, marquis du Magny
- 18 octobre 1689 : Paul Sigismond de Montmorency-Luxembourg, comte de Luxe[3]
- 20 août 1693 : Chrétien Louis de Montmorency, chevalier de Luxembourg[4]
- 9 mars 1700 : Louis du Plessis-Châtillon, marquis de Nonant puis marquis du Plessis-Châtillon et comte de Châteaumeillant[5]
- 15 mars 1718 : Gabriel Jérôme de Bullion, comte d’Esclimont[6]
- 16 avril 1738 : Joseph Henri d’Esparbès de Lussan, vicomte d’Aubeterre[7]
- 1er janvier 1748 : Guy Claude, comte de Saarsfeld
- 10 février 1759 : Charles François, marquis de Grave
- 5 juin 1763 : Nicolas Alexandre de Grimoard de Beauvoir, chevalier de Virieu
- 24 septembre 1784 : Louis Marie François de Montbarrey, prince de Saint-Mauris
- 25 juillet 1791 : Vincent d’Auriol
- 21 octobre 1791 : Thomas Le Forestier
- 16 mai 1792 : Paul Daules de La Roque

## Historique des garnisons, combats et batailles du régiment
- * 1734 la Bataille de San Pietro

Lors de la réorganisation des corps d'infanterie français de 1762, le régiment de Provence conserve ses deux bataillons et est affecté au service de la Marine et des Colonies et à la garde des ports dans le royaume. 
L'ordonnance arrête également l'habillement et l'équipement du régiment comme suit
Habit, revers, veste et culotte blancs, collet et parements verts, une patte en long garnie de trois boutons, six petits boutons en chapelet sur la manche,quatre au revers et quatre au-dessous : boutons blanc avec le no 61. Chapeau bordé d'argent.
Le 75e régiment d’infanterie de ligne a fait les campagnes de 1792 à 1793 à l’armée du Rhin ; 1794 à l’armée de l’Ouest.

## Équipement

### Drapeaux
3 drapeaux, dont un blanc colonel, et 2 d’ordonnance « rouges & noirs dans les quarrez, avec une lozange au milieu de chacun, noirs & rouges par opposition, & croix blanches ».

Drapeaux d’ordonnance
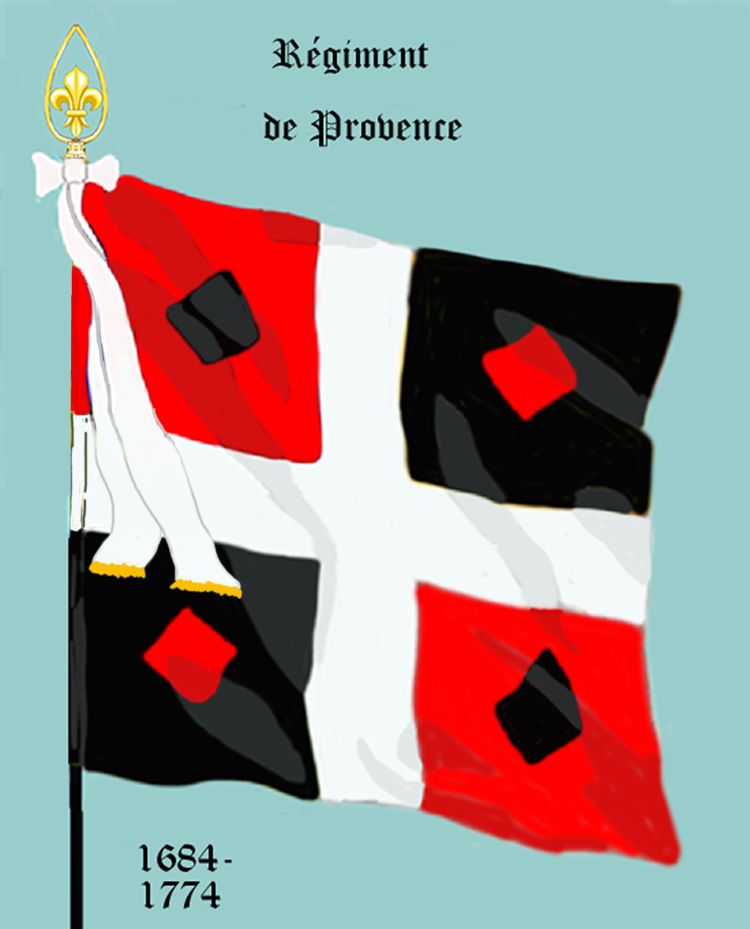
régiment de Provence de 1684 à 1770
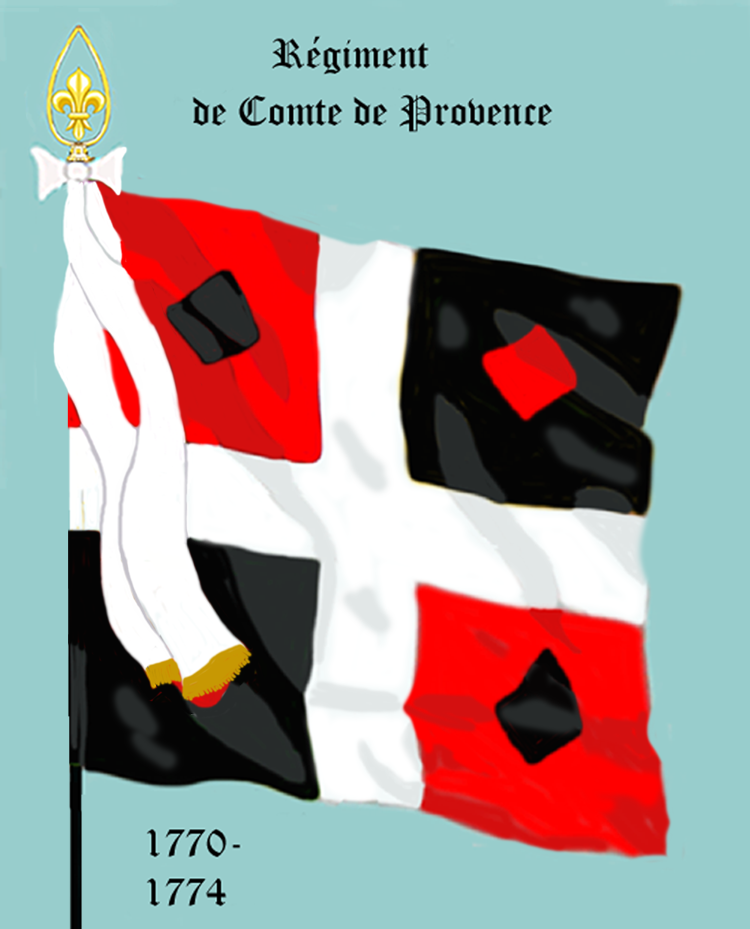
régiment du comte de Provence de 1770 à 1774
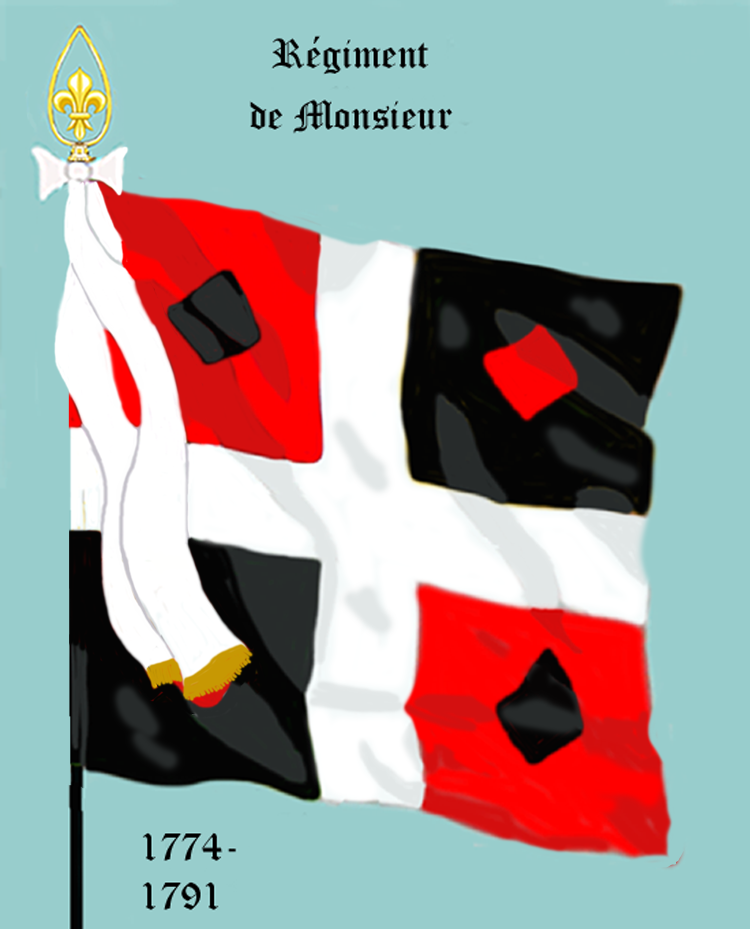
régiment de Monsieur de 1774 à 1791

### Habillement

Uniformes
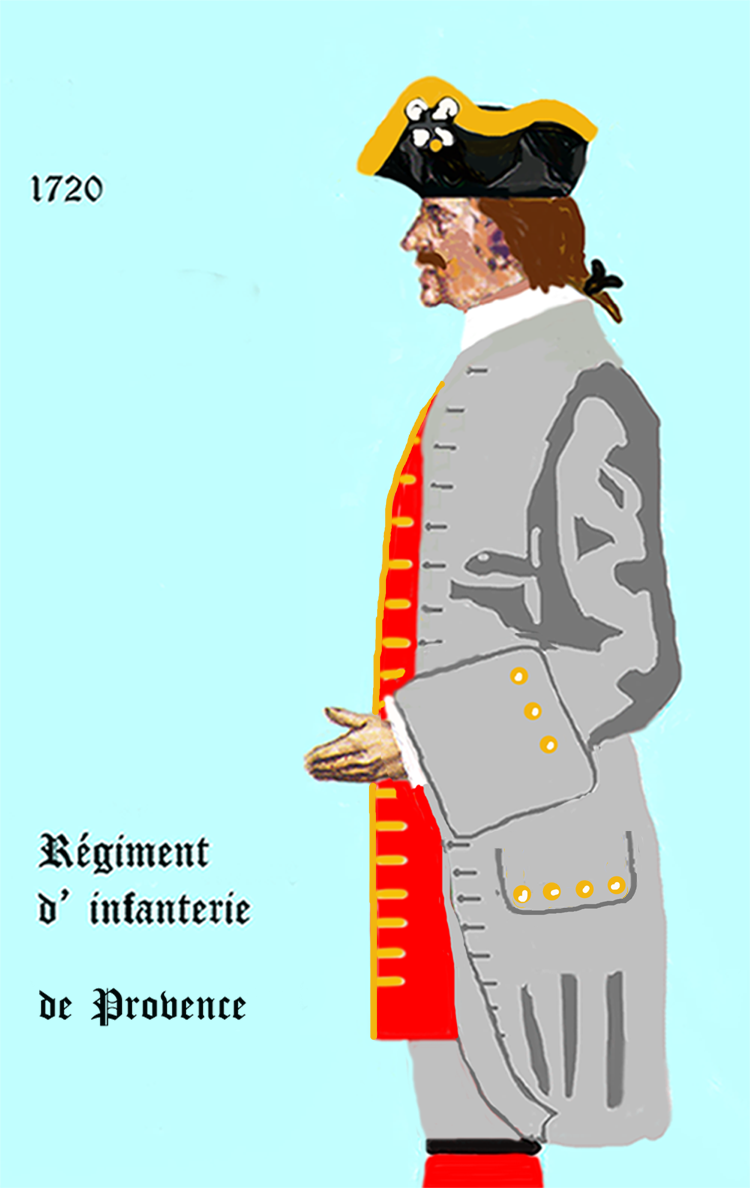
régiment de Provence de 1720 à 1734
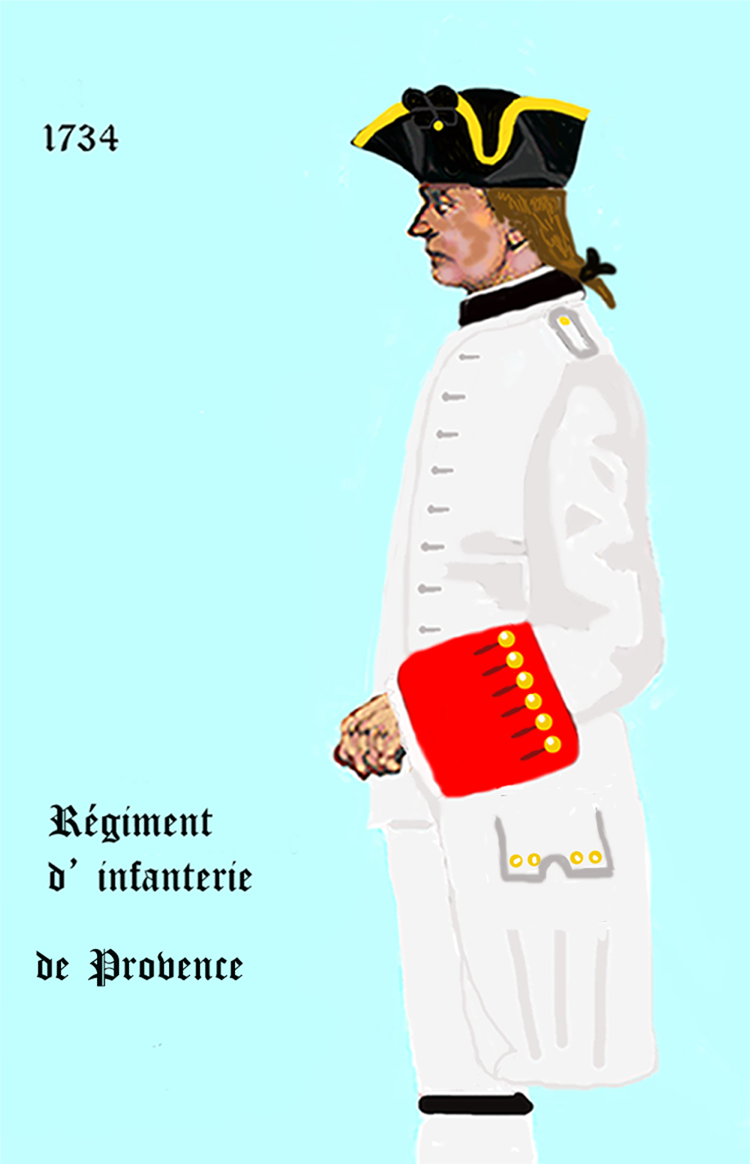
régiment de Provence de 1734 à 1762
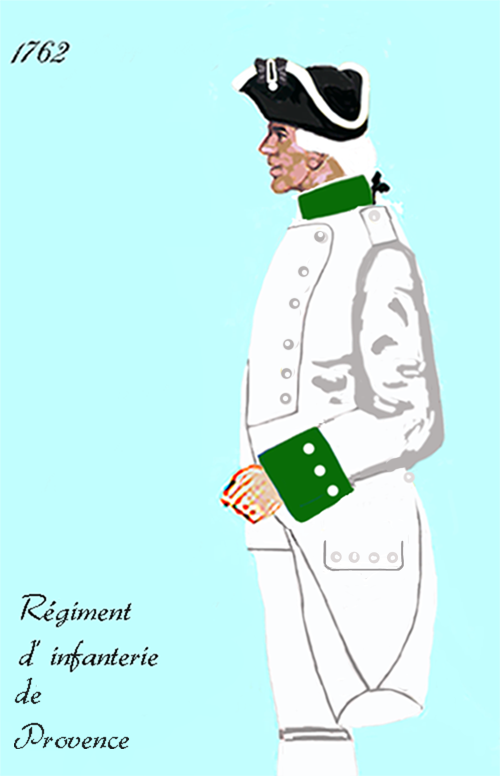
régiment de Provence de 1762 à 1767
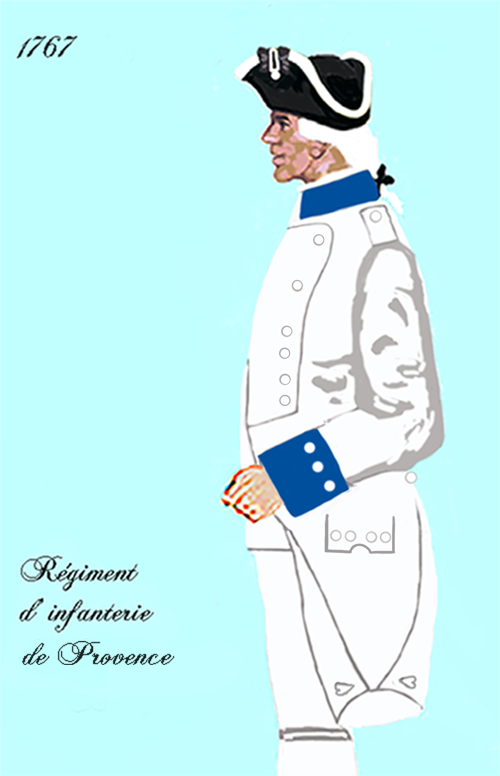
de 1767 à 1776

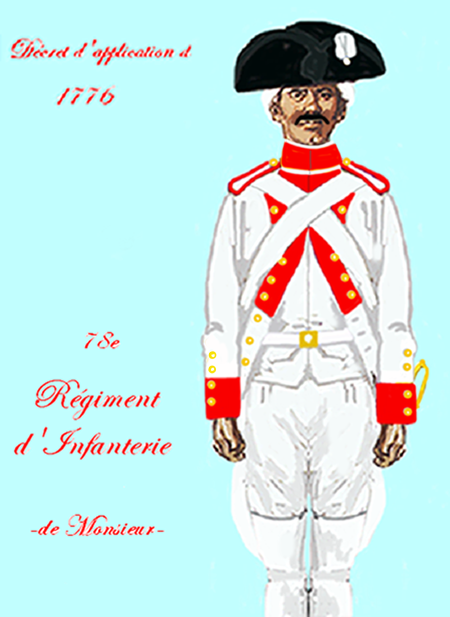
régiment de Monsieur de 1776 à 1779
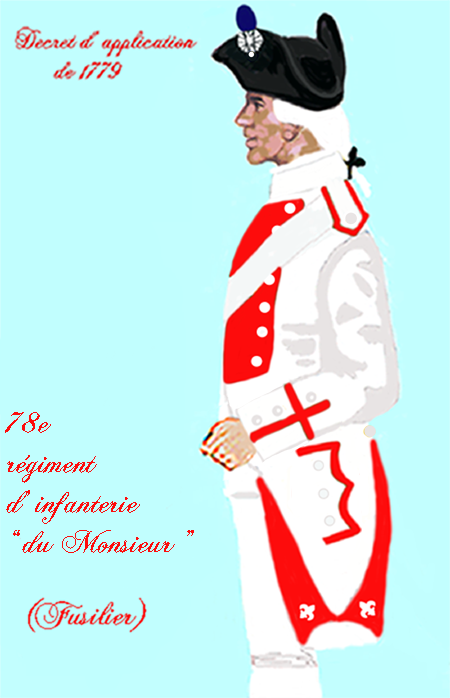
régiment de Monsieur de 1779 à 1791
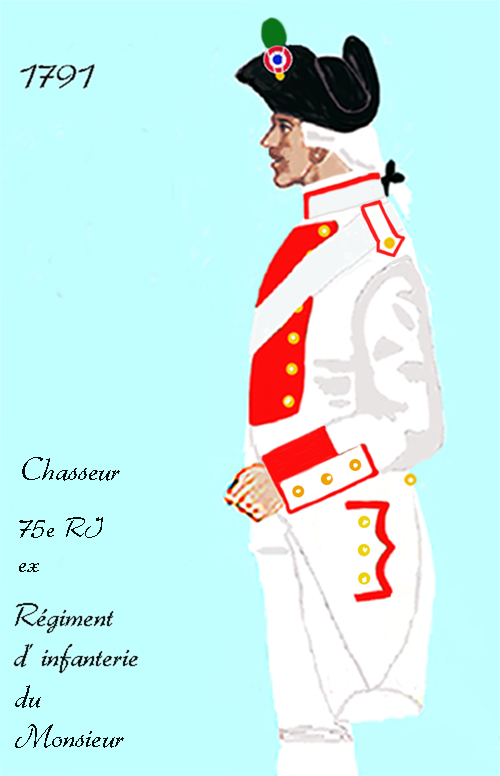
75e régiment d’infanterie de 1791 à 1792
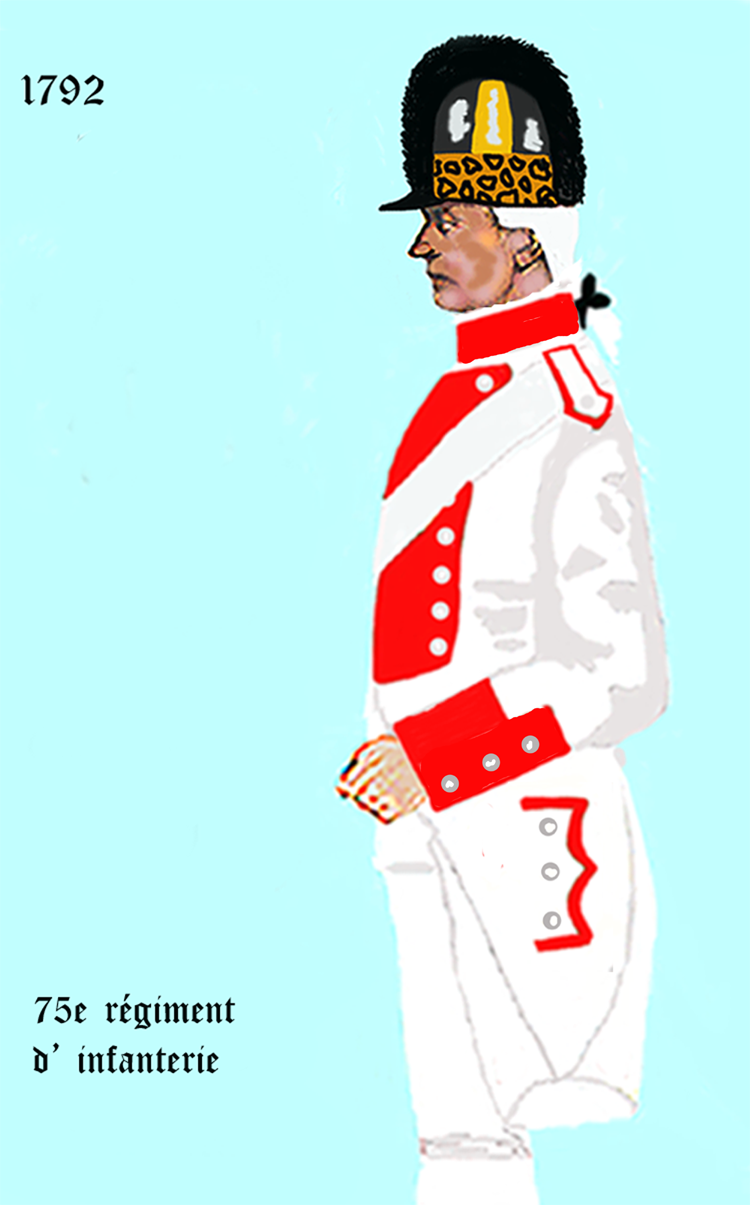
75e régiment d'infanterie de 1792 à 1794

### Quartiers
- 1700 : Marsal
- Longwy[9]